# Lamborghini 400GT Flying Star II
La Lamborghini 400GT Flying Star II, meglio nota come Lamborghini Flying Star II, è una concept car costruita dalla casa automobilistica italiana Lamborghini nel 1966 su base della Lamborghini 400 GT.

## Contesto
Venne presentata per la prima volta al Salone dell'automobile di Torino del 1966. Fu progettata da Carlo Anderloni, figlio di Felice Bianco Anderloni, fondatore della Carrozzeria Touring. Fu l'ultima vettura costruita dalla Carrozzeria Touring.
È una Shooting-brake due posti dai lineamenti più spigolosi e geometrici della 400 GT, molto particolare è il tetto che è collegato attraverso un padiglione arquato alla parte posteriore. Altro particolarità di questa vettura è il bagagliaio molto spazioso.
Monta un motore V12 4.0 con una cilindrata da 3929 cm³ e con una potenza massima da 320 CV, può raggiungere i 250 km/h. La Flying Star II è inoltre dotata di: cambio manuale è a 5 rapporti, sospensioni indipendenti e i freni a disco.
Non ha avuto seguito produttivo e l'unico esemplare costruito è stato acquistato dal francese Jacques Quoirez.